# Hibernia (personificación)

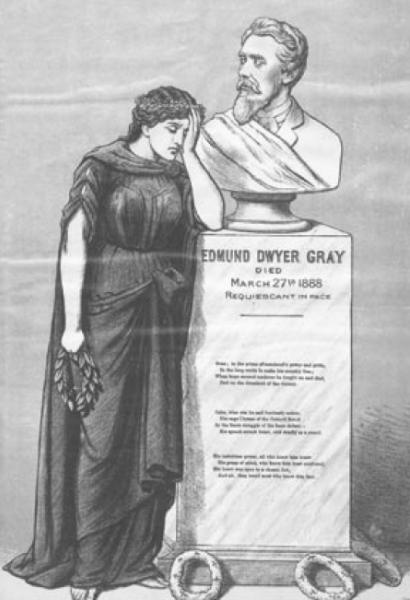
Hibernia representando a una Irlanda de luto. Publicado por el periódico nacionalista United Ireland tras la muerte de Edmund Dwyer Gray en 1888.

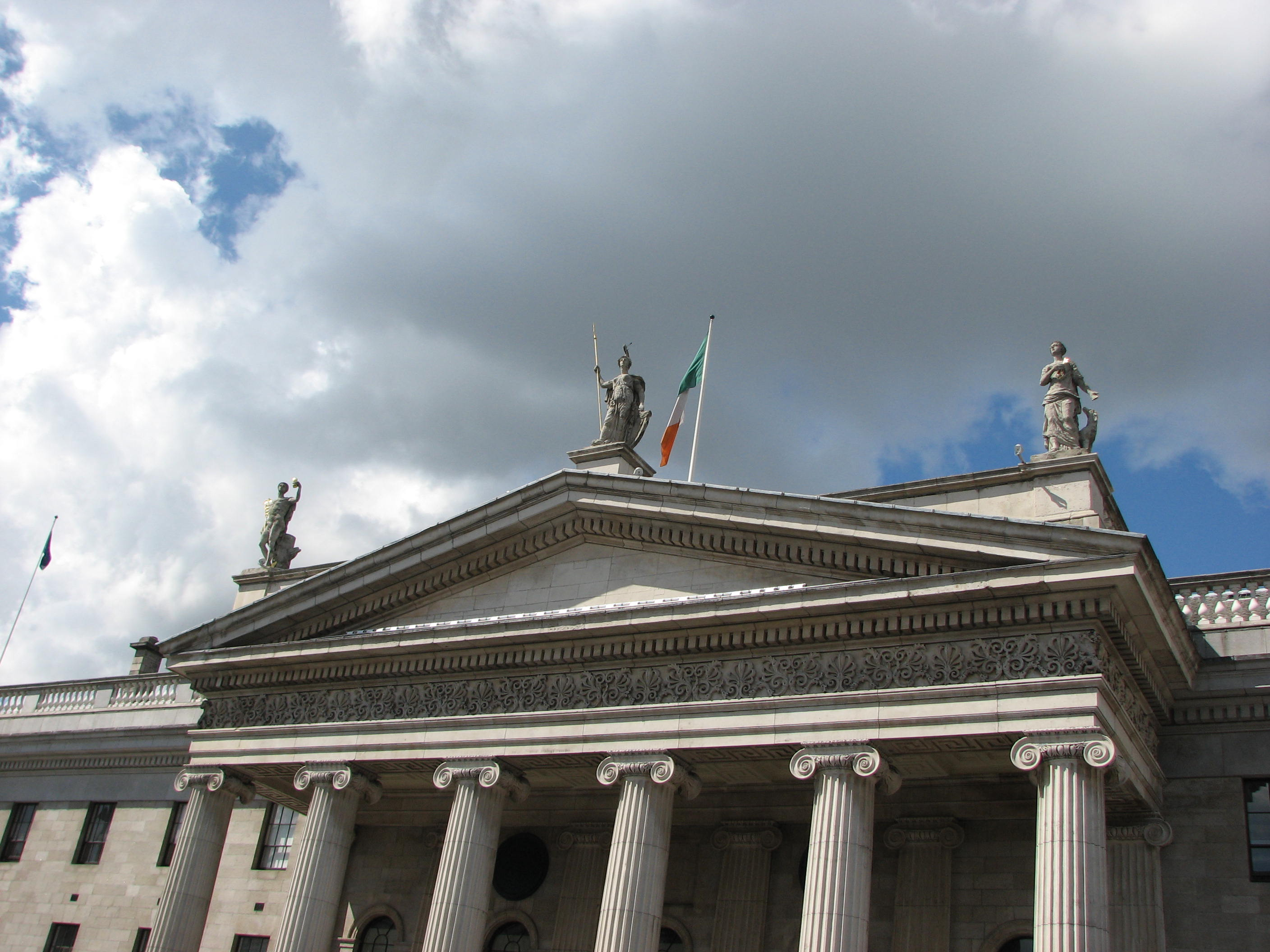
Hibernia en lo alto de la Oficina Central de Correos de Dublin.

Hibernia es una de las personificaciones nacionales de Irlanda. Aparece en numerosos dibujos y grabados en publicaciones del siglo XIX.
Apareció frecuentemente en dibujos humorísticos en la revista Punch, una publicación abiertamente hostil contra el nacionalismo irlandés, Hibernia era mostrada como una "hermana pequeña de Britania". Ella es una mujer atractiva y vulnerable, en la que es acosada por manifestaciones de nacionalismo irlandés como el de los Fenianos y la Liga Nacional del País de Irlanda, a menudos representados como brutos o monstruos con aspecto de simio. Incapaz de defenderse a sí misma, Hibernia aparece encogiéndose, mientras que Britania llega para defenderla.
Al mismo tiempo las publicaciones nacionalistas (como los de la Liga del País y el periódico United Ireland de Parnell) también usaron la imagen de Hibernia. Sin embargo, posiblemente por el uso de esta alegoría por las publicaciones unionistas como una desdichada Hibernia, las publicaciones nacionalistas preferirían más tarde usar a Erin y a Kathleen Ni Houlihan como personificaciones de la nación irlandesa (Aunque los nacionalistas irlandeses no rehusarían usar a Hibernia en otros ámbitos como la Antigua Orden de Hibernios. Una estatua, derivada de una original de Edward Smyth donde Hibernia aparece con más confianza en sí misma, soteniendo un arpa y armada con una lanza, está situada en lo alto de la Oficina Central de Correos de Dublín.